# Autovia de les Ries Baixes
L'Autovia de les Ries Baixes (A-52) és una autovia del nord-oest d'Espanya que uneix les localitats d'O Porriño, a la província de Pontevedra, i Benavente, a Zamora. Connecta les províncies de Pontevedra, Ourense i Zamora amb l'autovia A-6 amb origen a Madrid.

## Trams
| Denominació | Tram                           | Estat (2015)          | km  |
| ----------- | ------------------------------ | --------------------- | --- |
| A-52        | Benavente (A-6/A-66) - Ourense | En servei (2003)      | 232 |
| A-52        | Ourense - O Porriño (A-55)     | En servei (1998)      | 84  |
|             | O Porriño (A-55) - Vigo        | Nou estudi informatiu | 12  |